# Gnop!
Gnop! è stato il primo videogioco creato da Alex Seropian e progettato dalla Bungie negli anni novanta per la piattaforma Mac OS. Il nome Gnop è l'inverso di Pong.
Consiste in un ping-pong a 8 bit in cui è necessario far perdere la palla all'avversario.